# Cortikopontina fibrer
Cortikopontina fibrer är axonprojektioner från hjärnbarkens (cortex) olika delar till ipsilaterala kärnor i hjärnbryggan (pons). Därifrån går sedan fibrer bland annat till delar av lillhjärnan. 